# Ganjihal, Hungund
Ganjihal là một làng thuộc tehsil Hungund, huyện Bagalkot, bang Karnataka, Ấn Độ.